# Audi Q5 e-tron

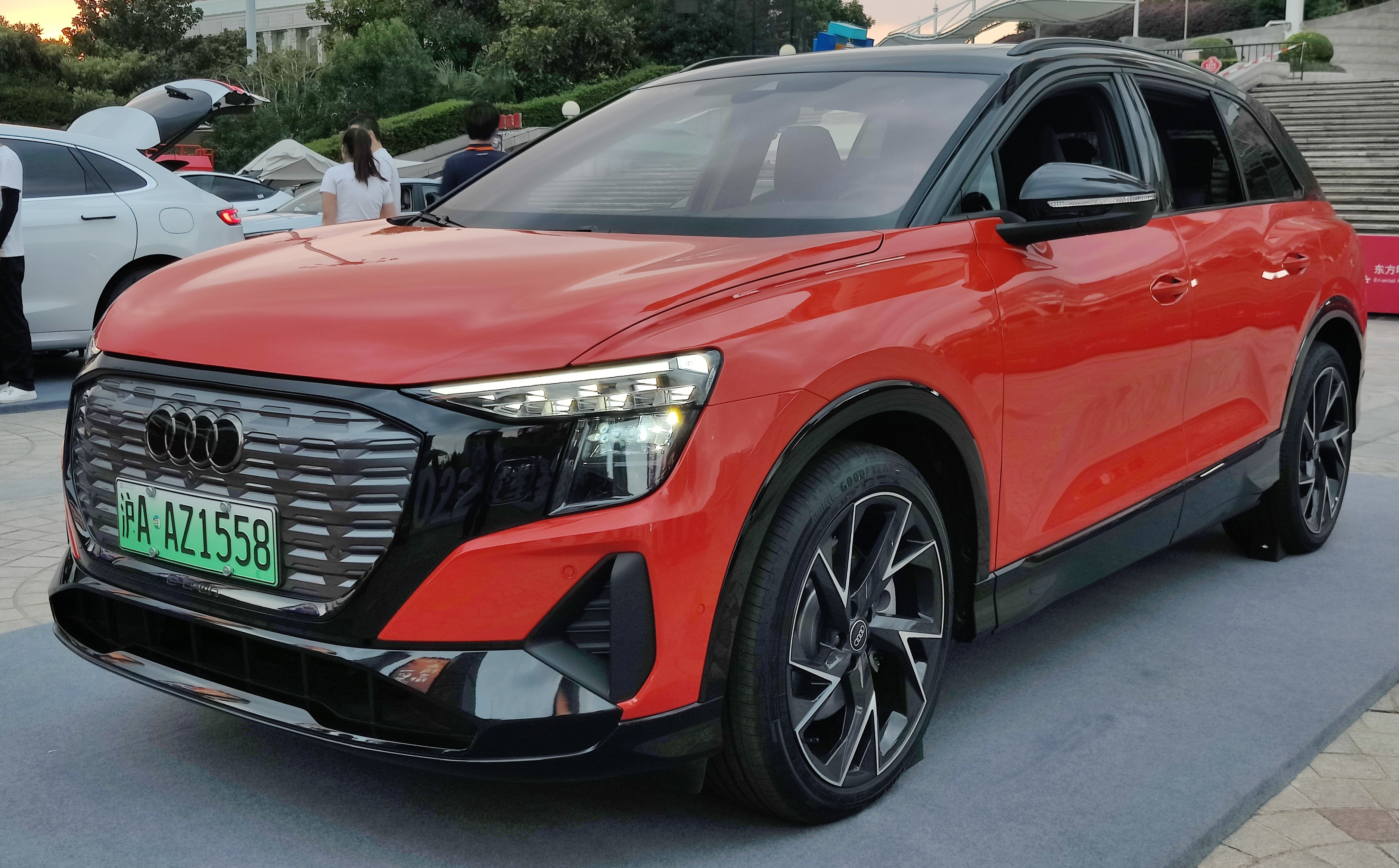

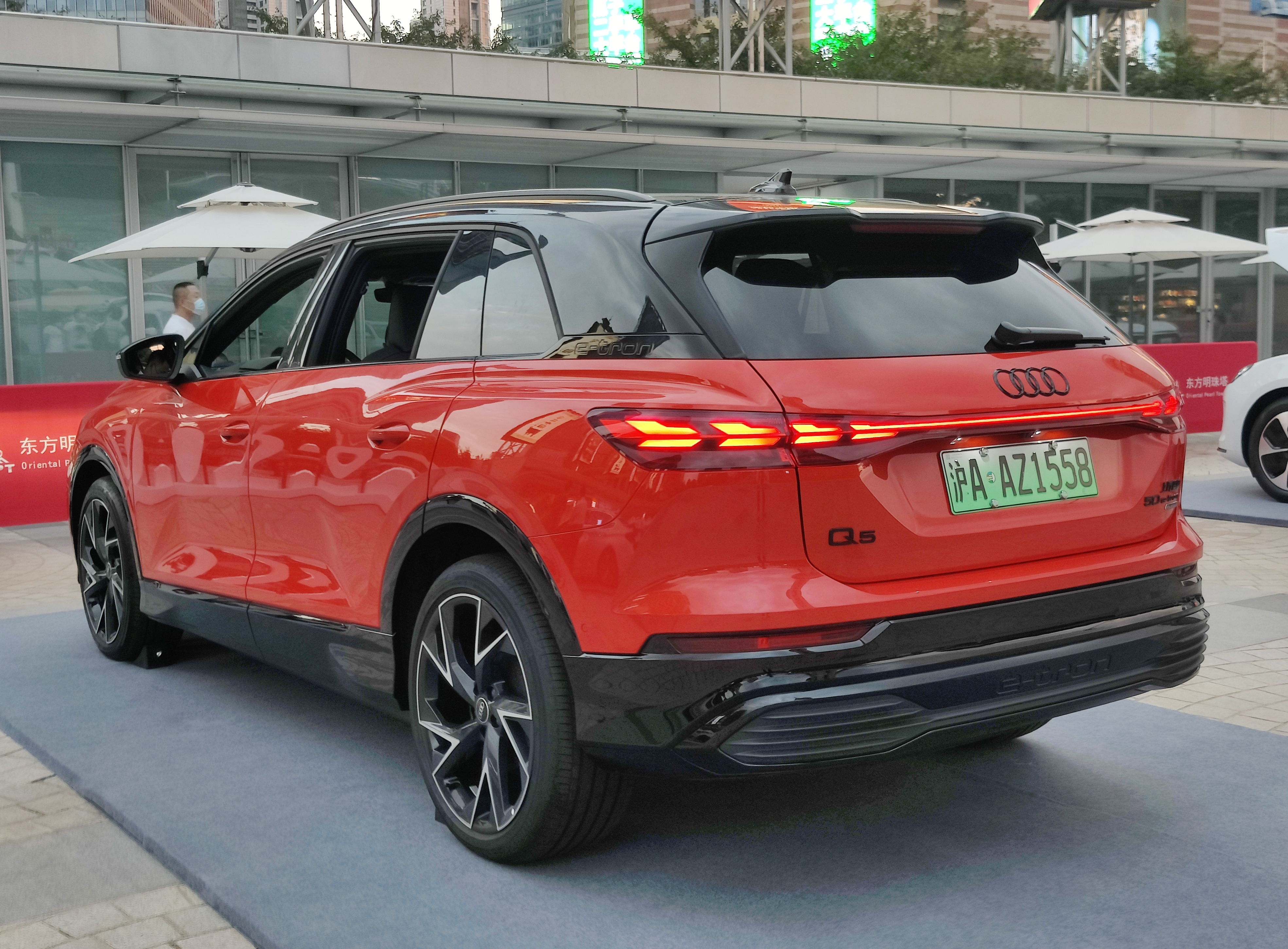

Audi Q5 e-tron — это среднеразмерный электрический кроссовер производимый Audi на совместном предприятии SAIC-VW в Китае. Построенный на платформе MEB, это пятая модель электромобилей Audi серии e-tron.

## История

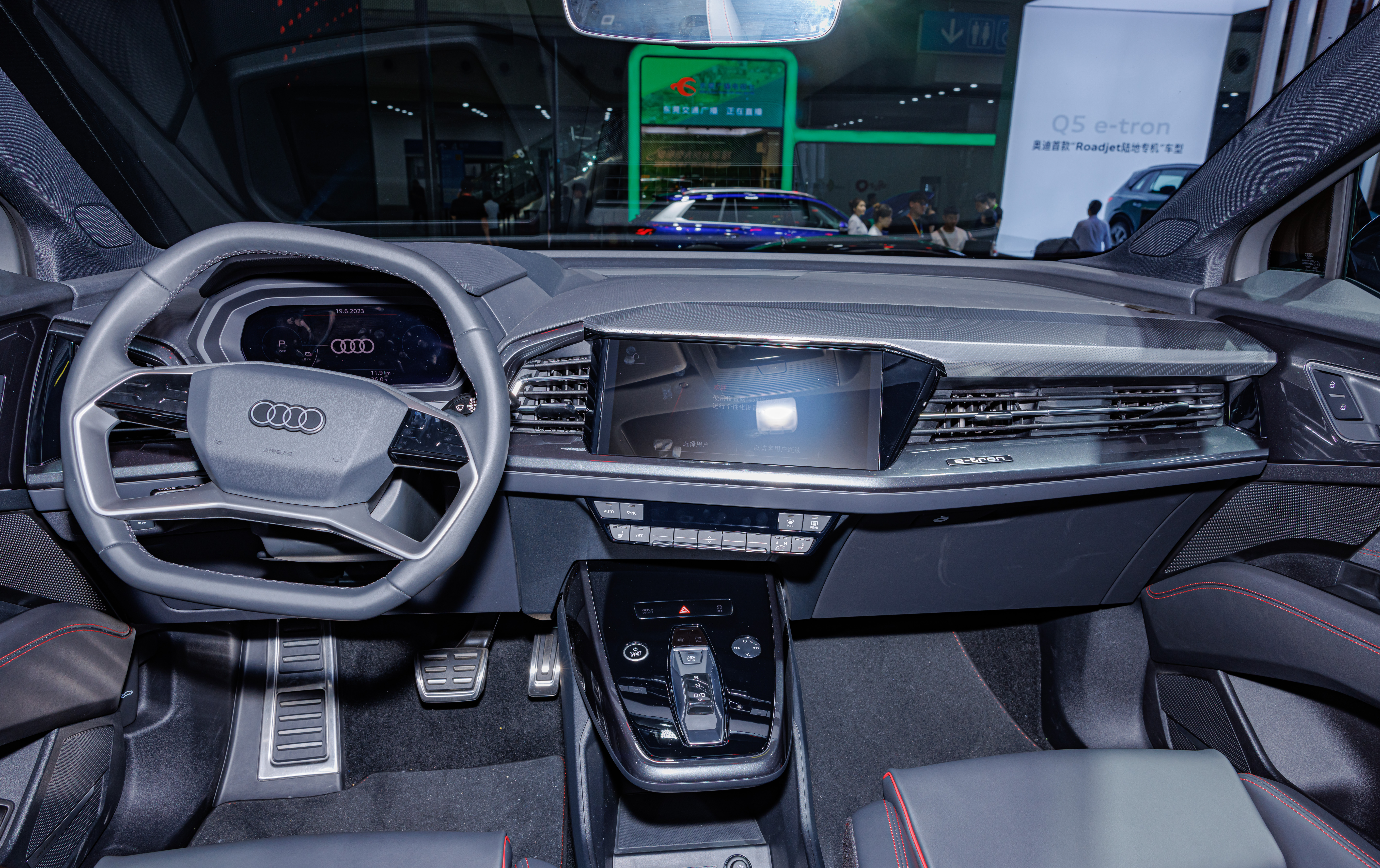

Электромобиль Audi Q5 e-tron был представлен на автосалоне в Гуанчжоу в 2021 году как модель серии e-tron и девятая модель, основанная на платформе MEB. 
Предлагаются два варианта: Q5 40 e-tron и Q5 50 e-tron quattro. Q5 40 e-tron оснащен одним двигателем мощностью 201 л. с. (204 л. с.; 150 кВт), а флагманский Q5 50 e-tron quattro оснащен двухмоторной установкой мощностью 301 л. с. (305 л. с.; 224 кВт) и полным приводом . Он доступен с аккумулятором емкостью 83,4 кВт·ч.